# Craig Terrill
Craig Adam Terrill (Lebanon, 27 giugno 1980) è un giocatore di football americano statunitense che ha militato nel ruolo di defensive tackle per tutta la carriera con i Seattle Seahawks della National Football League (NFL).

## Carriera
Terrill fu scelto dai Seattle Seahawks nel corso del sesto giro (189º assoluto) del Draft NFL 2004. Con essi raggiunse il primo Super Bowl della storia della franchigia nel 2005, perso in maniera controversa contro i Pittsburgh Steelers. Nel 2010 il giornalista Gregg Rosenthal di Profootballtalk.com lo descrisse come "un membro chiave della rotazione dei defensive tackle [di Seattle]." Terrill fu svincolato nel settembre 2010 ma rifirmò con la squadra, disputando 12 partite nella sua ultima stagione.

## Record dei Seattle Seahawks
- Maggior numero di field goal bloccati, carriera: 8 (condiviso con Joe Nash)
- Maggior numero di field goal bloccati, stagione: 3 (condiviso con Joe Nash e Red Bryant)

## Palmarès
- National Football Conference Championship: 1

Seattle Seahawks: 2005